# スウェディッシュ・オーファン・バイオビトラム
スウェディッシュ・オーファン・バイオビトラム（Swedish Orphan Biovitrum AB）は、血液疾患および免疫分野の希少疾患向けバイオ医薬品を製造・販売する多国籍企業。通称はSobi。スウェーデン・ストックホルム郊外のソルナに本拠を置き、世界30カ国以上に拠点を持つ。ナスダック・ストックホルム上場企業（Nasdaq Nordic SOBI）。

## 沿革
Sobiの前身はかつて存在したスウェーデンの製薬会社ファルマシアの希少疾患部門であり、2001年に合併しバイオビトラム（Biovitrum）を形成、スウェーデンの投資コンソーシアムの傘下となった。2006年にバイオビトラムは株式上場企業となった。2009年3月、ヴァレンベリ家の投資会社インベストールが株式の2割強を買収し最大株主となり、翌2010年1月、バイオビトラムは希少疾病用医薬品メーカーのスウェディッシュ・オーファン・インターナショナル（Swedish Orphan International）の買収を完了し、現在の企業形態となった。
2021年9月、アメリカのプライベートエクイティファンドのアドベントとシンガポールの政府系投資会社GICより買収提案を受けたが、同年12月に撤回された。
血液疾患と免疫疾患各分野の売上はほぼ均等であり、売上の8割以上をヨーロッパおよび北米が占めている。インベストールの株式保有割合は約3分の1となっている。

## 日本法人
日本法人Sobi Japan（Swedish Orphan Biovitrum Japan株式会社）は、Swedish Orphan Biovitrum ABの100％現地法人として、2020年6月に設立された。東京（GINZA SIX）にオフィスを持ち、医療用医薬品の開発、輸入、流通、販売を行っている。